# Alicia von Rittberg
Alicia Gräfin (Comtesse) von Rittberg, née le 10 décembre 1993 à Munich, en Bavière, est une actrice allemande.

## Filmographie
- 2006 : Le Renard (série TV, épisode 30x03 Tödliches Schweigen)
- 2007 : Die Lawine
- 2008 : Die Sache mit dem Glück (de)
- 2009 : Romy
- 2008–2010 : Meine wunderbare Familie (en) (série TV, cinq épisodes)
- 2010 : Le Secret des baleines
- 2011 : Le Renard (série TV, épisode 37x04 Zivilcourage)
- 2011 : Hindenburg
- 2011 : Die Verführerin Adele Spitzeder
- 2011 : Eine ganz heiße Nummer (de)
- 2012 : Barbara
- 2012 : Und alle haben geschwiegen (de)
- 2013 : Alles für meine Tochter (de)
- 2014 : Unterwegs mit Elsa (de)
- 2014 : Die Hebamme (de)
- 2014 : Die reichen Leichen. Ein Starnbergkrimi
- 2014 : Fury : Emma
- 2015 : Our Kind of Traitor
- 2017 : Charité (série TV, six épisodes)
- 2018 : Le Vent de la liberté (Ballon) de  Michael Herbig : Petra Wetzel
- 2019 : Lotte am Bauhaus (film TV)
- 2019 : Resistance de Jonathan Jakubowicz
- 2022 : Becoming Elizabeth : Elizabeth 1er

## Récompenses
- 2013 : Bayerischer Fernsehpreis (de) – Young Artist Award pour Und alle haben geschwiegen[1]
- 2014 : New Faces Award (de) – Young Artist Award pour Die Hebamme